# 파스텔 메모리즈
파스텔 메모리즈(Pastel Memories, 일본어: ぱすてるメモリーズ)는 FuRyu가 개발한 일본의 롤플레잉 비디오 게임이다. 2017년 10월 23일에 안드로이드와 iOS 장치용으로 일본에서 출시되었다. 이 게임의 서비스는 2019년 8월 6일에 종료되었다. 프로젝트 넘버나인의 일본의 애니메이션 텔레비전 시리즈 각색판은 2019년 1월 8일부터 3월 26일까지 방영되었다.